# Semaeopus vigoraria
Semaeopus vigoraria är en fjärilsart som beskrevs av E.D. Jones 1921. Semaeopus vigoraria ingår i släktet Semaeopus och familjen mätare. Inga underarter finns listade i Catalogue of Life.